# Friedrich Schäfer (Politiker, 1830)
Friedrich Ludwig Schäfer (*  1830; † 1. Dezember 1898) war ein deutscher Gastwirt und Bürgermeister sowie Mitglied des Provinziallandtages der Provinz Hessen-Nassau.

## Leben
Friedrich Schäfer betrieb in Alpenrod im Westerwaldkreis eine Gastwirtschaft, eine Bäckerei sowie einen Krämerladen. 1854 wurde er dort zum Bürgermeister gewählt, jedoch wurde die amtliche Bestätigung verweigert. Von 1869 bis 1874 übte er das Amt des Bürgermeisters aus und war 1878/1879 Mitglied des Bezirksrates des Amtes Hachenburg und des Kreistages des Oberwesterwaldkreises. Von 1886 bis 1898 hatte er ein Mandat für den Nassauischen Kommunallandtag des preußischen Regierungsbezirks Wiesbaden bzw. für den Provinziallandtag der Provinz Hessen-Nassau, wo er Mitglied des Eingabeausschusses war. 1891/1892 war er Mitglied des Landesausschusses. Ebenso gehörte er der Landwirtschaftskammer des Regierungsbezirks Wiesbaden an.